# ويلهلم مورجنر
ويلهلم مورجنر (و. 1891 – 1917 م) هو رسام، ومصمم جرافيك ألماني، ولد في زوست، توفي عن عمر يناهز 26 عاماً.

## معرض صور

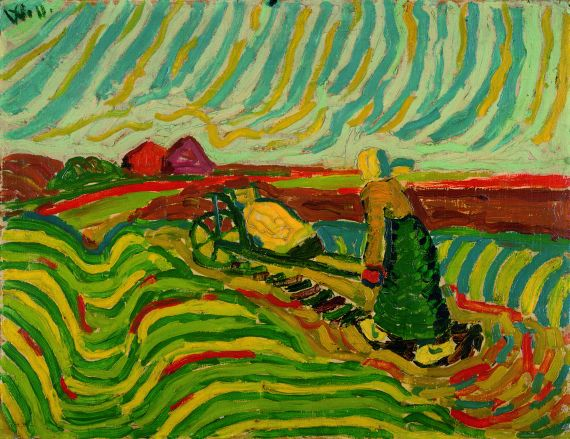
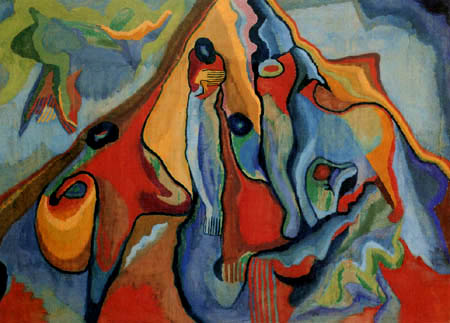
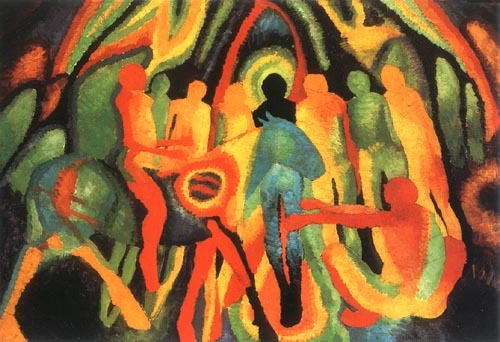
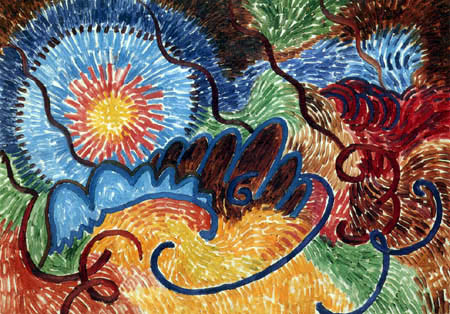